# Hydropot

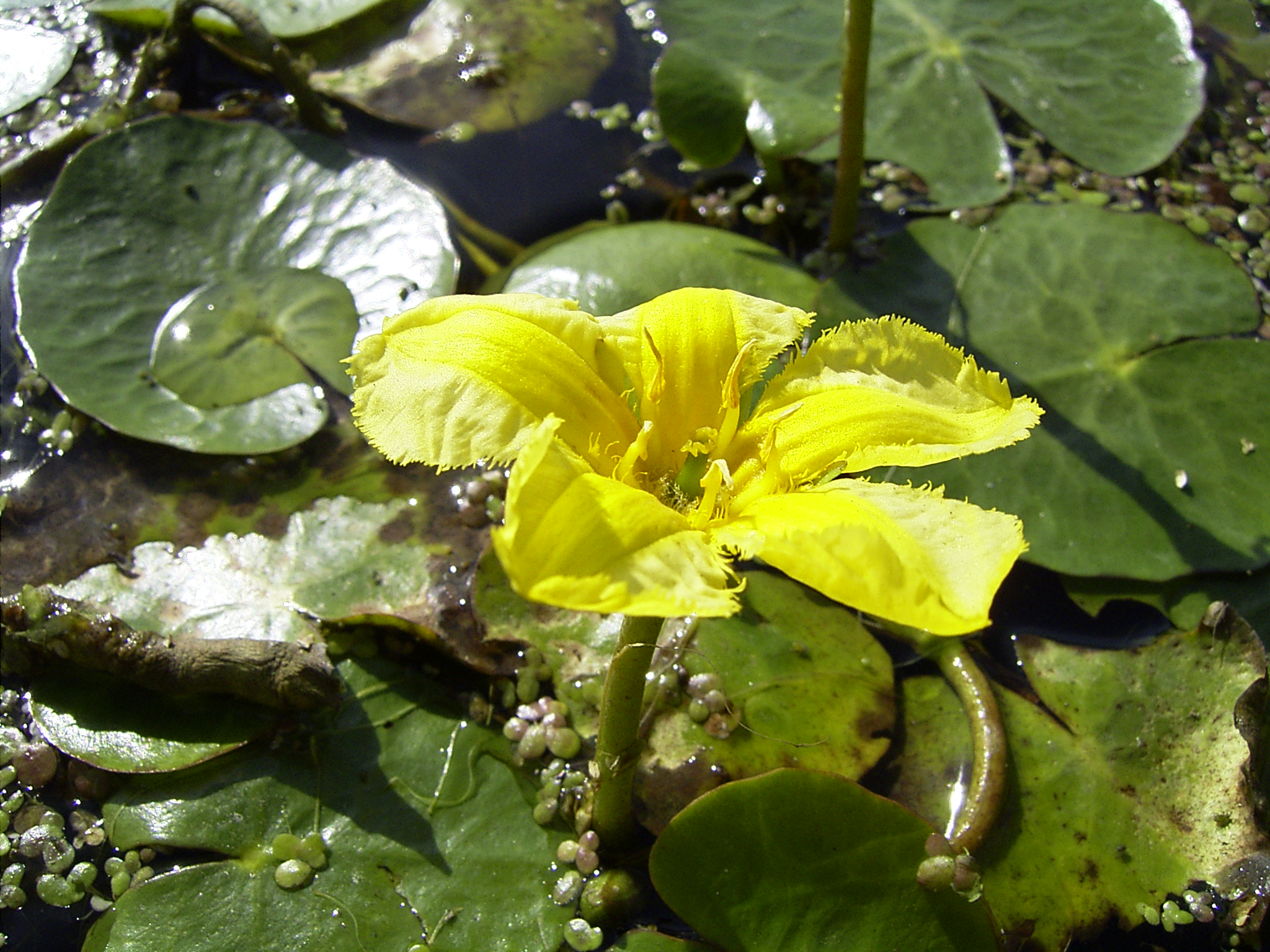
Blüte der Europäischen Seekanne. Sie gehört zu den Pflanzen, die über Hydropoten verfügen

Als Hydropot (griech. Wassertrinker) bezeichnet man in der Botanik die drüsenähnliche zelluläre Differenzierung der unteren Blattepidermis von Schwimmblattpflanzen, die der Aufnahme von Wasser sowie der im Wasser gelösten Nährsalze dient.
Beispielsweise sind bei vielen Seerosengewächsen die Blattunterseiten dicht mit makroskopisch sichtbaren kleinen Pünktchen besetzt. Es handelt sich um Hydropoten; im mikroskopischen Bild erkennt man, dass es sich um vorgewölbte Zellen handelt, die in die wasserseitige Epidermis des Blattes eingebettet sind.